# Giovanni Bilivert

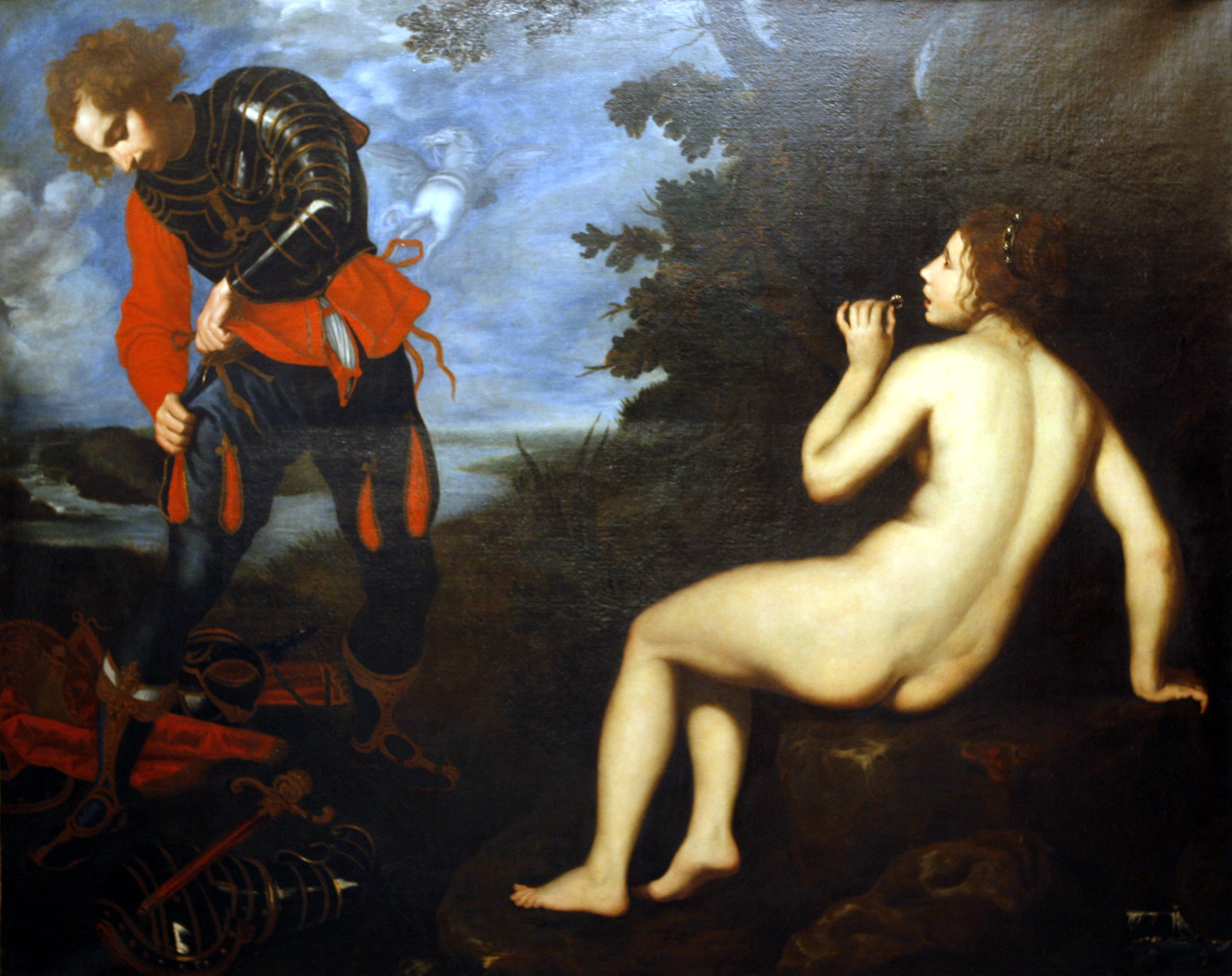
Ruggero e Angelica, 1625, Museo delle Belle Arti di Digione

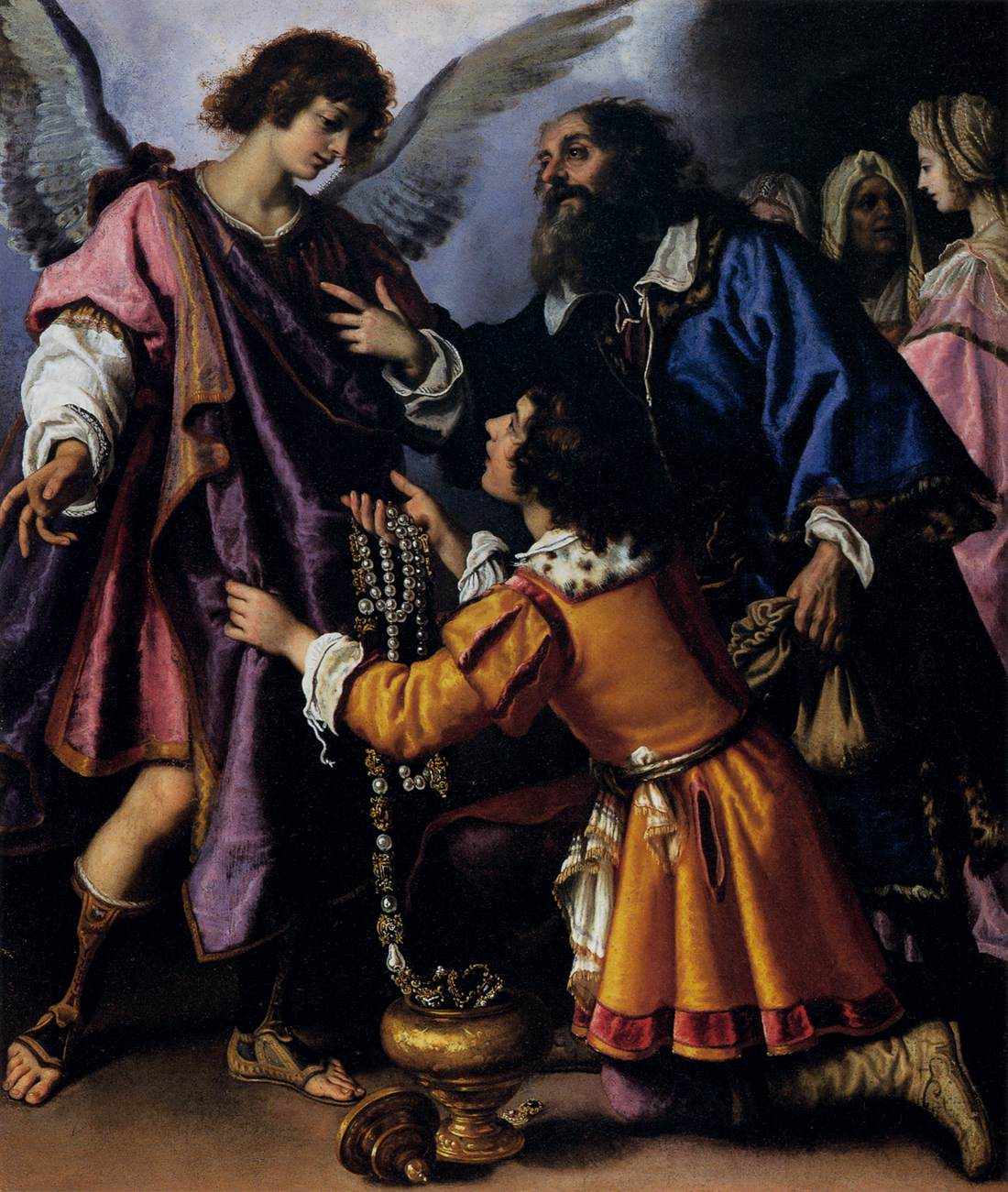
Raffaele rifiuta i doni di Tobia, Palazzo Pitti

Giovanni Bilivert, conosciuto anche come Biliverti (Firenze, 25 agosto 1585 – Firenze, 16 luglio 1644), è stato un pittore italiano.

## Biografia
Suo padre, Jaques Bylivelt (nato Jacob Janszoon Bijlevelt, anticamente anche italianizzato come Giacomo Giovanni Biliverti o Jacopo Biliverti) (1550-1603), era un pittore-orafo olandese nato a Delft e attivo a Firenze per conto di Ferdinando I de' Medici. Giovanni iniziò come apprendista presso la bottega di Alessandro Casolani a Siena. Dopo la morte del padre avvenuta nel 1603, Giovanni lavorò, tra l'aprile 1604 fino al 1607, a Roma nella bottega di Lodovico Cigoli. In quel periodo lavorarono su committenze del papa Clemente VIII e Bilivert realizzò per la chiesa benedettina la sua prima opera intitolata il Martirio di san Callisto nel 1611.
Nel 1609 aderì all'Accademia del Disegno di Firenze, finanziata dalla famiglia Medici. Lavorò per Cosimo II dal 1611 fino al 1621, come disegnatore per le opere in pietre dure. Tobia e l'angelo e la Castità di Giuseppe, opere entrambe del 1618 si trovano nella Galleria Palatina di Palazzo Pitti, mentre un'Annunciazione del 1611 fu realizzata per la chiesa di San Nicola a Pisa e Sant'Elena scopre l'albero della Croce del 1621 venne dipinta nella chiesa di Santa Croce a Firenze.
Si riteneva fosse l'autore del dipinto Martirio di sant'Andrea posto sull'altare intitolato all'apostolo della Nazione olandese alemanna, nella chiesa della Madonna a Livorno, poi attribuito a Domenico Pugliani.
Altre sue opere sono un Agar nel deserto esposto nel museo dell'Ermitage e un Cristo e la Samaritana conservato a Vienna nel Belvedere. In tarda età divenne cieco.
Tra i suoi allievi ci sono stati Cecco Bravo, Agostino Melissi, Baccio del Bianco, Orazio Fidani e Giovanni Maria Morandi.
Le sue caratteristiche peculiari furono parzialmente influenzate da Cigoli, basti pensare allo stile morbido e fiorito, a cui aggiunse una certa cura dell'elemento luminoso derivato dalle tendenze del pittore caravaggesco Orazio Gentileschi.

## Opere
- Martirio di San Callisto Papa, 1604, Roma, Chiesa di San Callisto
- Martirio dell' Apostolo San Giacomo, 1605, Pegognaga, Chiesa di San Giacomo Maggiore
- San Zanobi resuscita un fanciullo, anni 1610-1620, Londra, National Gallery
- Annunciazione, 1611, Pisa, Chiesa dei Santi Nicola e Lucia
- San Raffaele Arcangelo rifiuta i doni di Tobia, 1612, Firenze, Galleria Palatina
- Sant'Isidoro Agricola, 1612-1615, Firenze, Galleria Palatina
- Giuseppe e la moglie di Putifarre, 1619, Firenze, Galleria Palatina
- Ritrovamento della Vera Croce, 1621, Firenze, Basilica di Santa Croce
- David con la testa di Golia, 1621-1625, Portoferraio, Pinacoteca Foresiana
- Ritratto di Neri di Corsino Corsini, 1621-1625, Firenze, Galleria CorsiniMadonna col bambino tra i ss. Rocco, Martino, Caterina e Sebastiano (1626), Oratorio di San Rocco, Bastia (Corsica)

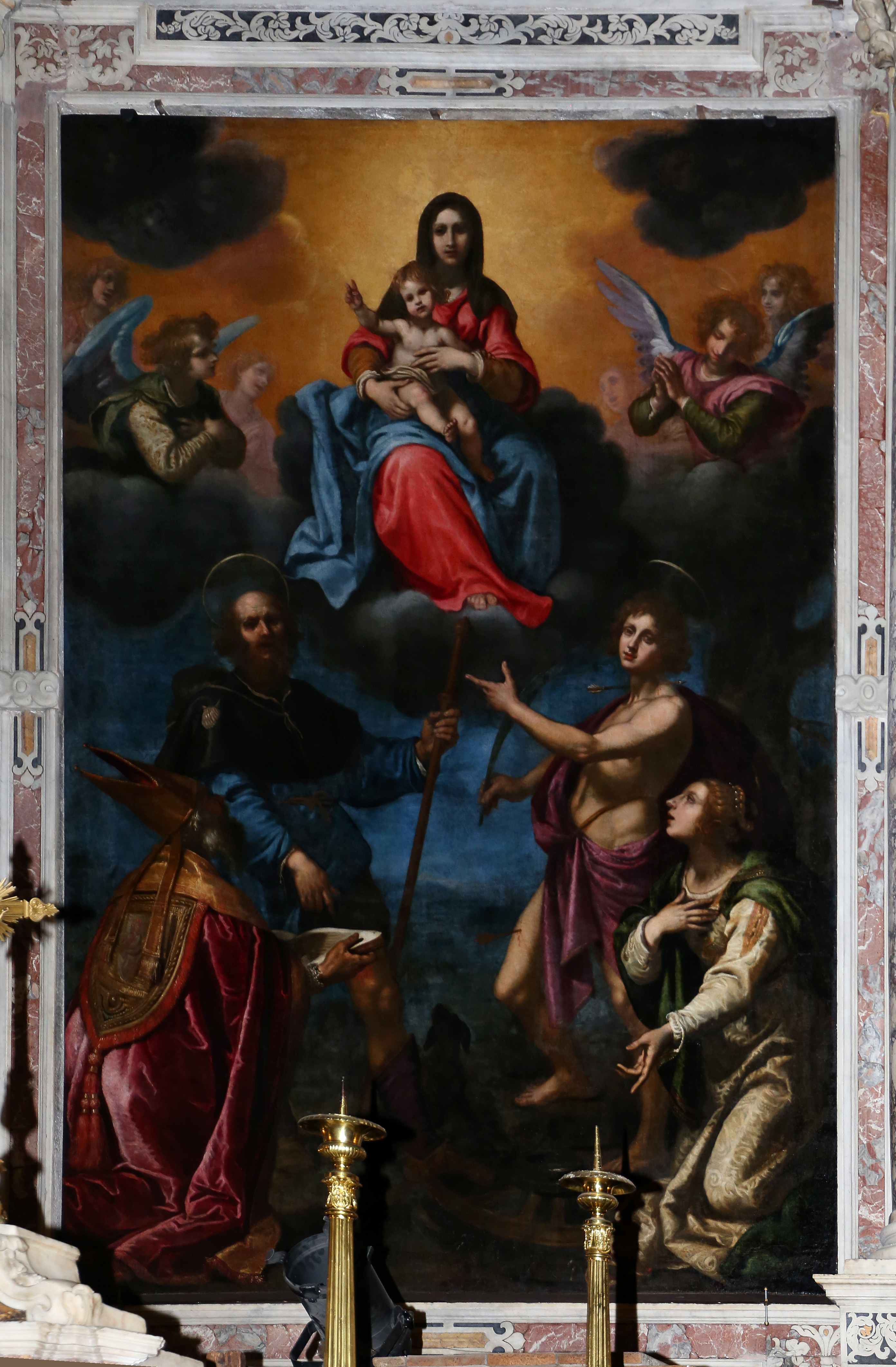
Madonna col bambino tra i ss. Rocco, Martino, Caterina e Sebastiano (1626), Oratorio di San Rocco, Bastia (Corsica)

- Isabella d'Aragona implora Carlo VIII dopo la Conquista di Napoli, 1622-1635, Parigi, Louvre
- Angelica e Ruggero, 1623-1624, Firenze, Galleria Palatina
- La castità di Giuseppe, 1624, Firenze, Galleria degli Uffizi
- Daniele nella fossa dei leoni, 1625, Pisa, Duomo di Pisa
- Ruggero e Angelica, 1625, Digione, Museo delle belle arti di Digione
- Madonna col bambino tra i ss. Rocco, Martino, Caterina e Sebastiano, 1626, Oratorio di San Rocco, Bastia (Corsica)
- Lapidazione di santo Stefano, 1625-1628, Firenze, Badia Fiorentina
- Incontro a Bologna fra Papa Leone X e Francesco I, 1627, Broomhall, Fife collezione privata,
- Crocefissione, 1629, Pisa, Duomo di Pisa
- La tentazione di Carlo e Ubaldo, 1629-1630, Parigi, Museo del Louvre
- L'Angelo Raffaele e Tobia, 1630, Firenze, Certosa di Firenze
- Apollo che scortica Marsia (attr.), 1630, Firenze, Galleria Palatina
- Annunciazione, 1630, Prato, Museo civico (Prato)
- Cleopatra, 1630, Roma, Palazzo Montecitorio
- Apollo e Dafne, 1630, Stoccarda, Staatsgalerie
- La visitazione, 1632-1633, Firenze, Galleria Corsini
- Discesa dalla Croce, 1632-1633, Pistoia, Chiesa dei Santi Prospero e Filippo
- Incontro di Cristo con la Madre, 1632-1633, Pistoia, Chiesa dei Santi Prospero e Filippo
- Ruggero e Angelica, 1632-1633, Prato, Cassa di Risparmio
- Eco e Narciso, 1633, Monaco di Baviera, Bayerische Staatsgemäldesammlungen
- Annunciazione, 1633, Oratorio di Santa Croce, Bastia (Corsica)
- Venere al Bagno, 1633-1634, Dresda, Gemäldegalerie Alte Meister
- Allegoria della Vanità, 1634, Firenze, collezione privata
- Sacra Famiglia con san Giovannino, 1635, Firenze, Galleria Palatina
- La Sacra Famiglia, 1635, Lamporecchio, Pieve di Santo Stefano
- San Francesco, 1636, Pisa, Chiesa di San Donnino
- Betsabea al bagno, 1638, San Miniato, Cassa di Risparmio
- Venere addormentata con Cupido che l'incatena e Pan, 1638, Dortmund, collezione privata
- Ritratto di Maria Antinori, 1641, Città del Vaticano, collezione privata
- La Mansuetudine, 1641, Vienna, Kunsthistorisches Museum
- Imperatore Eraclio che riporta la Santa Croce a Gerusalemme con il Patriarca Zaccaria, 1641, Firenze, transetto sinistro della Chiesa dei Santi Michele e Gaetano
- Angeli e putti, 1641-1642, Firenze, lunetta del transetto sinistro della Chiesa dei Santi Michele e Gaetano
- Sant'Elena dirige gli scavi per il ritrovamento della Croce, 1642, Firenze, transetto sinistro della Chiesa dei Santi Michele e Gaetano
- Le nozze di Santa Caterina, 1642, Firenze, Basilica della Santissima Annunziata
- Sacra famiglia con Santa Elisabetta e San Giovannino, 1644, Copenaghen, Statens Museum for Kunst